# Avenue Talamon
L'avenue Talamon est une voie de communication de la commune de Chaville, dans les Hauts-de-Seine, en France.

## Situation et accès

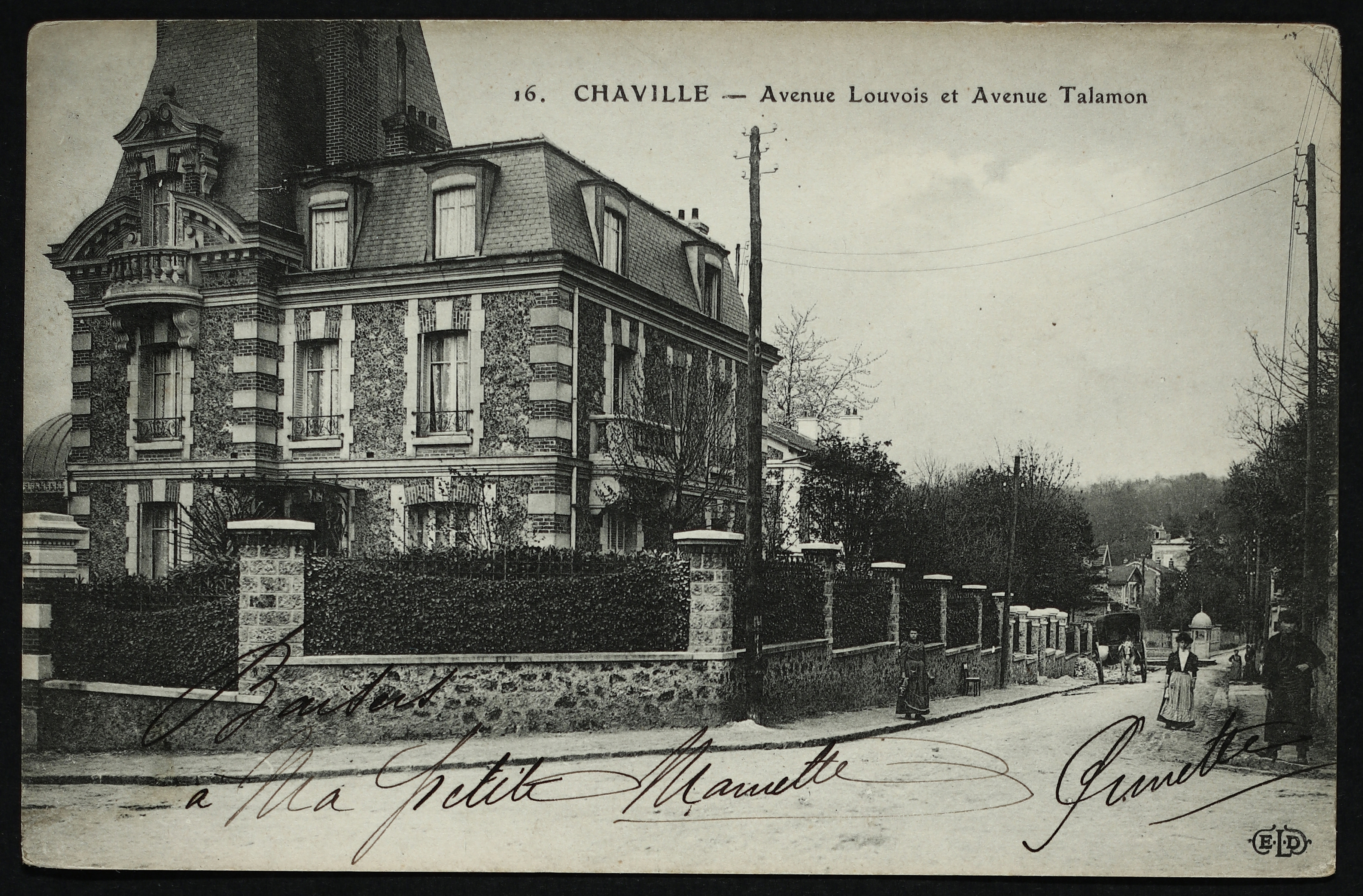
Carte postale - Chaville - Avenue de Louvois - Début du XXe siècle.

Partant du nord au lieudit La pointe de Chaville, elle croise l'avenue de Louvois. Elle passe ensuite sous la ligne de Paris-Montparnasse à Brest.
Elle se termine enfin au boulevard de la Libération, à la limite de Viroflay.

## Origine du nom
Pierre Félix Talamon (1834-1918), négociant en draperies, était le propriétaire du parc Fourchon, situé à cet endroit.

## Histoire
L'historique de cette avenue provient de l'acquisition, en 1817, des jardins du domaine du château Saint-Paul, par Joseph Cazalot, maire de la commune. Ce terrain fut coupé en deux par la construction de la voie ferrée en 1838. Le château fut revendu en 1862, et rehaussé d'un étage. La partie nord des jardins, qui appartient alors à Philippe Boudeville, administrateur de la compagnie des Indes, est transmise par héritage à Philippe Fourchon qui la lègue à son fils Maximilien-Philippe, capitaine et secrétaire d'ambassade, qui décède prématurément à Constantinople en 1879. Sa mère et épouse de Philippe Fourchon, Louise Laurent la revend en 1883 à Pierre Talamon. Il est loti en 1883 et devient le parc Fourchon. Le 10 avril 1884, l'entretien de ce parc est alors confié à ses propriétaires, la famille Talamon, jusqu'au premier janvier 1890. C'est à cette occasion que le Conseil municipal nomme et classe dans la voirie les voies qui le parcourent : Avenues Louvois, Michel-Le-Tellier, Sully, Torcy, Talamon, Lazare-Hoche, Ernest-Cadet.

## Bâtiments remarquables et lieux de mémoire

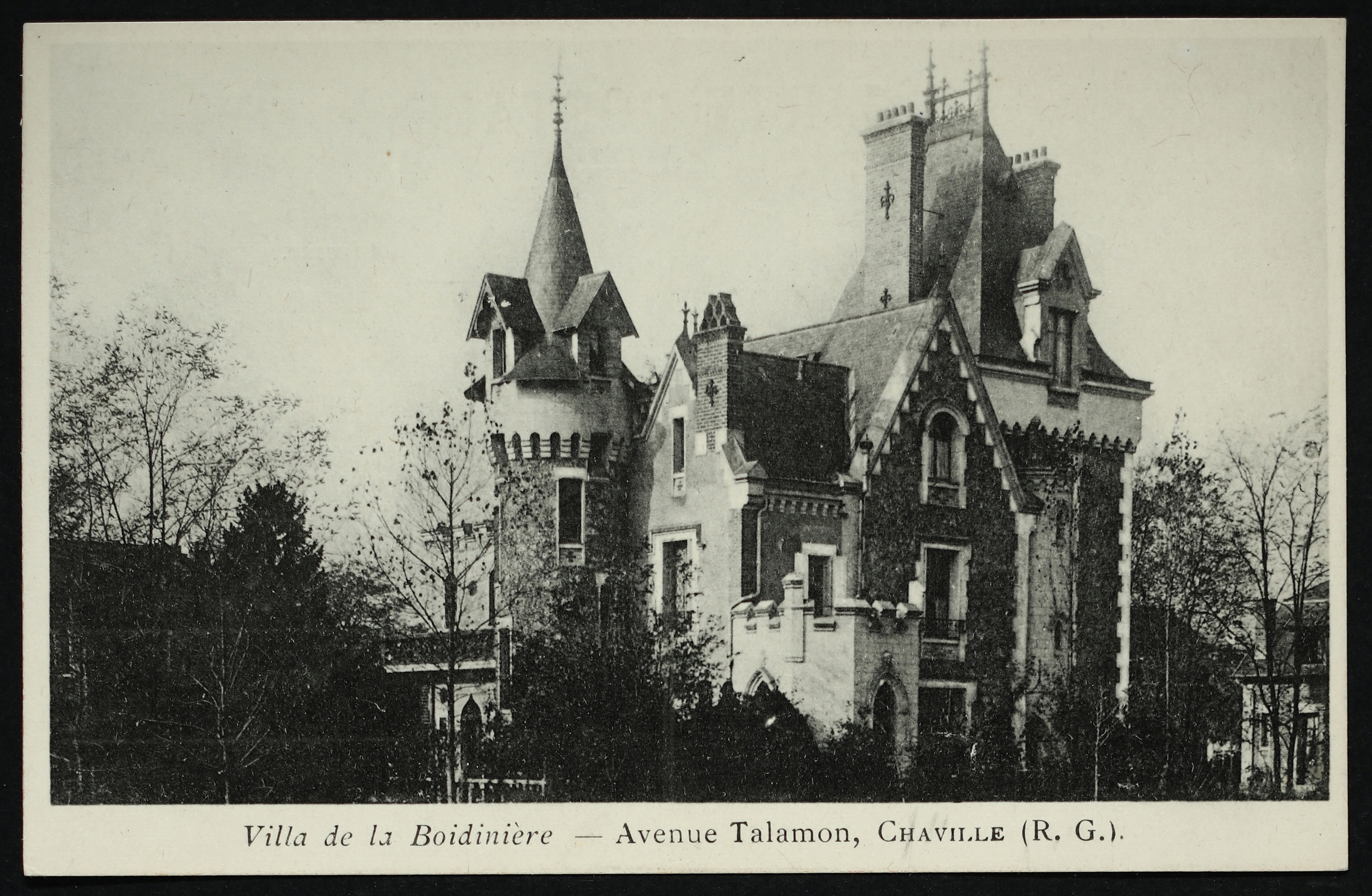
Villa de la Boidinière - Avenue Talamon - Début du XXe siècle.

- Château de Chaville.
- Ancien parc de Chaville[7], aujourd'hui parc Fourchon[8].
- Ancienne villa La Boidinière[9],[10], aussi appelée château du Parc[11]. Elle fut détruite au début du XXe siècle[12].